# Hudson-Gebirge
Das Hudson-Gebirge (englisch Hudson Mountains) ist eine Gruppe zahlreicher niedriger Berge und Nunataks im westlichen Ellsworthland in Westantarktika. Es erstreckt sich über ein Gebiet von ungefähr 125 km in Nord-Süd-Richtung und 55 km in Ost-West-Richtung.

## Geographie
Das Hudson-Gebirge liegt östlich der beiden den südöstlichsten Ausläufer der Amundsen-See bildenden Buchten Cranton Bay und Pine Island Bay und wird im Norden vom Cosgrove-Schelfeis und im Süden vom Pine-Island-Gletscher begrenzt. Seine längste Ausdehnung beträgt rund 130 km zwischen dem Kenfield-Nunatak im Norden und dem Evans Knoll im Südwesten. Die Bergspitzen erreichen Höhen von einigen hundert Metern und ragen nur wenig aus dem umgebenden Eisschild heraus. Höchste Erhebung mit 749 m ist der Mount Moses, gefolgt vom Teeters-Nunatak (617 m), Mount Manthe (576 m) und Velie-Nunatak (574 m).

## Geologie
Das Hudson-Gebirge bildet den südöstlichen Ausläufer des Thurston Island Crustal Block, der im Süden durch das grabenbruchartige, bis 1600 m tiefe Tal begrenzt wird, das vom Pine-Island-Gletscher ausgefüllt wird. Es besteht im Wesentlichen aus drei stark erodierten miozänen Schichtvulkanen (Mount Moses, Mount Manthe und Teeters-Nunatak) sowie zahlreichen auf diesen aufsitzenden jüngeren und wenig erodierten Flankenvulkanen, die als Nunataks die Eisschicht des Westantarktischen Eisschilds durchstoßen. An der Luft erstarrte basaltische Lavaströme sind vorherrschend, aber auch unter Wasser oder subglazial entstandene Tuffe und Laven kommen vor.
Wissenschaftler des British Antarctic Survey erbrachten 2008 mit Hilfe von Radaruntersuchungen des Eisschildes den Nachweis für die Eruption eines subglazialen Vulkans im Hudson-Gebirge, die vor rund 2200 Jahren stattgefunden hat. Mit einem Gesamtvolumen von 0,019 bis 0,31 km³ Tephra, abgelagert auf einer Fläche von 23.000 km², ist dies der stärkste bisher bekannt gewordene Vulkanausbruch auf dem antarktischen Kontinent während der letzten 10.000 Jahre.
Auch aus jüngster Zeit wurden vulkanische Erscheinungen gemeldet wie etwa Dampfaustritte im Jahr 1974 oder Hinweise auf einen Ausbruch des Webber-Nunataks auf Satellitenaufnahmen von 1985. Auch wenn diese Beobachtungen bislang nicht bestätigt werden konnten, ist eine Fortdauer der vulkanischen Aktivität in dieser Region nicht auszuschließen.

## Geschichte
Das Hudson-Gebirge wurde erstmals 1940 von Mitgliedern des United States Antarctic Service bei Aufklärungsflügen von der USS Bear aus gesichtet. Vollständig kartiert wurde das Gebirge durch den United States Geological Survey anhand von 1966 entstandenen Luftaufnahmen der United States Navy. Benannt wurde es nach William L. Hudson, der als Kommandeur der Peacock im Rahmen der United States Exploring Expedition von Charles Wilkes im März 1839 einige Tage am Rand des Packeises nördlich des Gebiets kreuzte.